# حارة المظلل بالغمامة (صنعاء)

تعديل مصدري - تعديل

حارة المظلل بالغمامة هي إحدى حارات حي الثورة بمديرية الثورة إحد مديريات العاصمة اليمنية صنعاء، بلغ تعداد سكانها 4323 نسمة حسب تعداد اليمن لعام 2004.